# Wohnsiedlung Döltschihalde
Die Wohnsiedlung Döltschihalde ist eine kommunale Wohnsiedlung der Stadt Zürich. Die Gartensiedlung liegt an der Uetlibergbahn beim Schweighof, gegenüber vom Stadtspital Triemli. Die Siedlung war ab 1968 bezugsbereit. 

## Bauwerk
Die Siedlung liegt am Rande der Stadt am Nordhang des Uetlibergs. Oberhalb der Siedlung steht des Hotel Atlantis. Die Döltschihalde ist vom öffentlichen Verkehr nicht nur mit der Haltestelle «Schweighof» der SZU, sondern auch durch die Tram- und Bushaltestelle «Triemli» der VBZ erschlossen.
Die Gartensiedlung besteht aus 19 Mehrfamilienhäusern mit Flachdach. Sie haben maximal vier Geschosse und sind in sechs leicht gestaffelten Gruppen parallel zum Hang angeordnet. In der Siedlung sind 144 Wohnungen untergebracht, wovon knapp die Hälfte 3- und 3 1⁄2-Zimmer-Wohnungen sind.